# براد كولر
براد كولر (بالإنجليزية: Brad Kohler)‏ هو فنان قتال مختلط أمريكي، ولد في 26 مايو 1964 في بلومنغتون في الولايات المتحدة.

## وصلات خارجية
- براد كولر على موقع يو إف سي (الإنجليزية)
- براد كولر على موقع شيردوغ (الإنجليزية)
- براد كولر على موقع IMDb (الإنجليزية)
- براد كولر على موقع قاعدة بيانات الفيلم (الإنجليزية)